# 福池
福池（ふくいけ）は、愛知県名古屋市天白区の地名。現行行政地名は福池一丁目及び福池二丁目。住居表示未実施。

## 地理
名古屋市天白区南西部に位置する。東は天白町野並、南は中坪町・野並一丁目、北は瑞穂区に接する。

## 歴史

### 町名の由来
字福池に由来する。字は池の名称によるという。

### 沿革
- 1974年（昭和49年）11月15日 - 昭和区天白町野並の一部により、同区福池一丁目および福池二丁目がそれぞれ成立する[1]。
- 1975年（昭和50年）2月1日 - 天白区に編入され、同区福池一丁目および福池二丁目となる[1]。

## 世帯数と人口
2019年（平成31年）1月1日現在の世帯数と人口は以下の通りである。
| 丁目       | 世帯数    | 人口    |
| ---------- | --------- | ------- |
| 福池一丁目 | 876世帯   | 1,702人 |
| 福池二丁目 | 535世帯   | 1,196人 |
| 計         | 1,411世帯 | 2,898人 |

### 人口の変遷
国勢調査による人口の推移
| 2000年（平成12年） | 3,527人 | [ WEB 6 ] |  |
| 2005年（平成17年） | 3,315人 | [ WEB 7 ] |  |
| 2010年（平成22年） | 3,081人 | [ WEB 8 ] |  |
| 2015年（平成27年） | 2,955人 | [ WEB 9 ] |  |

## 学区
市立小・中学校に通う場合、学校等は以下の通りとなる。また、公立高等学校に通う場合の学区は以下の通りとなる。
| 丁目       | 番・番地等 | 小学校               | 中学校                 | 高等学校 |
| ---------- | ---------- | -------------------- | ---------------------- | -------- |
| 福池一丁目 | 全域       | 名古屋市立野並小学校 | 名古屋市立南天白中学校 | 尾張学区 |
| 福池二丁目 | 全域       | 名古屋市立野並小学校 | 名古屋市立南天白中学校 | 尾張学区 |

## 施設
- 愛知県営野並住宅[4]
- 名古屋市立野並保育園[4]

## その他

### 日本郵便
- 郵便番号 : 468-0049[WEB 3]（集配局：天白郵便局[WEB 12]）。

### WEB
1. ↑  “愛知県名古屋市天白区の町丁・字一覧”.   人口統計ラボ. 2017年10月7日閲覧。
2. 1 2  “町・丁目(大字)別、年齢(10歳階級)別公簿人口(全市・区別)”.   名古屋市 (2019年1月23日). 2019年1月23日閲覧。
3. 1 2  “郵便番号”.  日本郵便. 2019年2月10日閲覧。
4. ↑  “市外局番の一覧”.   総務省. 2019年1月6日閲覧。
5. 1 2  名古屋市役所市民経済局地域振興部住民課町名表示係 (2015年10月21日). “天白区の町名一覧”.   名古屋市. 2017年10月7日閲覧。
6. ↑  名古屋市役所総務局企画部統計課統計係 (2005年7月1日). “（刊行物）名古屋の町(大字)・丁目別人口 (平成12年国勢調査) 天白区” (xls). 2017年10月8日閲覧。
7. ↑  名古屋市役所総務局企画部統計課統計係 (2007年6月29日). “平成17年国勢調査　名古屋の町(大字)別・年齢別人口 天白区” (xls). 2017年10月8日閲覧。
8. ↑  名古屋市役所総務局企画部統計課統計係 (2012年6月29日). “平成22年国勢調査　名古屋の町(大字)別・年齢別人口 天白区” (xls). 2017年10月8日閲覧。
9. ↑  名古屋市役所総務局企画部統計課統計係 (2017年7月7日). “平成27年国勢調査　名古屋の町(大字)別・年齢別人口” (xls). 2017年10月8日閲覧。
10. ↑  “市立小・中学校の通学区域一覧”.   名古屋市 (2018年11月10日). 2019年1月14日閲覧。
11. ↑  “平成29年度以降の愛知県公立高等学校（全日制課程）入学者選抜における通学区域並びに群及びグループ分け案について”.   愛知県教育委員会 (2015年2月16日). 2019年1月14日閲覧。
12. ↑  郵便番号簿 平成29年度版 - 日本郵便. 2019年02月10日閲覧 (PDF)

### 文献
1. 1 2 3  名古屋市計画局 1992, p. 872.
2. 1 2  「角川日本地名大辞典」編纂委員会 1989, p. 1476.
3. 1 2  名古屋市計画局 1992, p. 694.
4. 1 2  「角川日本地名大辞典」編纂委員会 1989, p. 1473.